# Séquia Comuna de l'Énova
La Séquia Comuna d'Énova, és el nom que rep la séquia que rega tot el pla d'Énova. Neix a l'assut del riu d’Albaida (encara que també rep aigua del riu Barxeta) a la Torre d’en Lloris, i el seu origen és àrab. Aquesta séquia és considerada el vincle bàsic d’unió de la subcomarca de Castelló i les Énoves, també coneguda com Baix Albaida, dintre de la comarca de la Ribera Alta; ja què proporciona dos terceres parts del seu cabal a l’antic territori de l’Énova i la tercera part restant a la zona més alta de l’antic territori de Castelló, mitjançant l’anomenada séquia del Terç de Castelló.

## Història
Segons Joan Català i Cebrià i Vicent Sanchis i Martínez, possiblement aquesta séquia fou construïda l’any 930 (encara que en algun moment s’ha volgut atribuir als recs valencians un origen romà, hipòtesi recolzada per les troballes en diversos jaciments romans), en canvi d'altres experts consideren que no es pot datar amb precisió a quin segle del domini musulmà pertany la séquia o el seu primer traçat), i a més, no hi ha documentació que parle d’ella abans del segle XIV, l’any 1325, on es fa esment d’ella en un reescrit de Jaume II d’Aragó.
Neix de la presa que el riu Albaida té al llogaret de la Torre d’en Lloris. Castelló agafa una tercera part de l’aigua d’aquesta séquia (ramal del Terç de Castelló), mentre que la resta es destinada als camps del pla d’Énova. Desaigua al barranc de Barxeta en el territori de l’Énova i al barranc de la Cubella en el territori de Castelló.
El 1918 és l’any de màxima extensió regada per aquesta séquia, amb una superfície regada en 21.345 fanecades, repartides pels termes de Manuel, l’Énova, Rafelguaraf, La Pobla Llarga, Sant Joanet, Senyera i Castelló de la Ribera, una superfície molt semblan a la regada per les grans séquies de l'horta de València.
L’aigua d’aquesta séquia s’utilitzava tant per al reg dels camps com per moure diversos molins fariners i arrossers, com ara el molí de Benimeixix (molí de Senyera), molí Roseta (de les Penyetes al terme de Manuel), molins de la Volta i la Riba, tots dos al poble de Manuel, el molí de Sanç, els molins el Molinet i els Viles, els dos a l’Énova i el molí de Berfull al terme de Rafelguaraf.
Prop de Manuel, el tram comú de la séquia té un partidor, el partidor de la Parada. Aquest partidor desvia una part important del cabal de la séquia Comuna cap a l’esquerra a través de la séquia de la Parada, per arribar a la partida més privilegiada del reg, i potser la més antiga a regar-se en temps dels musulmans, les Foies de Manuel. En des d'època medieval, es distribueix setmanalment l’aigua de la séquia en dues tandes, sobirana (o de dalt) i jussana (o de baix), consagrades per una sentència del 4 d’abril de 1472. Al partidor de la Parada hi ha una primera “senyal de la fila”, que és una marca que indica fins on ha d’arribar el nivell de la séquia per a regar les Foies de Manuel. Els habitants de les foies tenen certs privilegis de reg, que continuen tenint el seus hereters.
Poc després es torna a dividir la Séquia Mare en el partidor del Terç, on la tercera part es desvia cap a l’esquerra per nodrir la séquia del Terç o de la Vila, i que rega Senyera (terme de Castelló), i alguna zones de Roseta, que és terme de Manuel, que utilitzen una derivació que s’anomena “el tercerol” o “la tortugueta”.
La séquia Comuna una volta separada pels dos partidors anteriors, travessa Manuel, on va traient braços per davall de les cases tant de Manuel com d’Énova, passant pels antics pobles de Faldeta, Torreta, l’Abat i Sanç; i al trajecte van eixint-li fins a 14 séquies més menudes, les de Manuel, Sant Joanet, la Pobla Llarga (Montflorit), les de Faldeta, les de Torreta, Jesuset, les de l’Abat, Vistabella i la de Berfull.

## Importància de la séquia
La Séquia Comuna de l’Ènova és important per molts aspectes:
- Històric, prop de 700 anys documentats,
- Funcionalitat, aprofitament de l’aigua per al reg dels cultius de les nostres terres,
- Característiques constructives dels caixers, ponts, assuts, partidors i l’entramat de la xarxa de distribució de l’aigua. El disseny de les canalitzacions que es derivaden de la séquia mare mostra que hi ha dos models diferents: a l’oest i a l’est del tram que discorre paral·lel a la serra (tram que va des de Manuel a l’Énova), en canvi, les séquies secundàries tenen una forma més aviat arborescent. Així, totes les derivacions sorgeixen de manera obliqua a la séquia Comuna i es bifurquen com un arbre cap al nord-est.[7]
- A més, no hem d’oblidar els elements que servien per a altres usos de l’aigua en la vida quotidiana com és el cas dels abeuradors, llavadors, sénies, molins.
- I l’organització en la distribució de l’aigua entre les tandes sobirana i jussana, i els molts i llargs plets que s’han succeït des de temps molt antics fins ara.

Un dels aspectes que més crida l’atenció és com ha perdurat durant tants anys un sistema hidràulic respectuós amb el medi ambient, de dimensions considerables, però al temps controlable pels homes i amb unes tècniques i arts senzilles i eficaces, junt a l’agricultura tradicional, que han permés la vida de molts persones al llarg del temps.